# Phlebocarya ciliata
Phlebocarya ciliata är en enhjärtbladig växtart som beskrevs av Robert Brown. Phlebocarya ciliata ingår i släktet Phlebocarya och familjen Haemodoraceae. Inga underarter finns listade.